# 中國酷刑史
中國歷史上的酷刑種類繁多，包含有斬首、殺、車裂、凌遲、宮刑、幽闭、剥皮、铁铉油炸、老虎凳、站笼等。
联合国大会1984年通过的《禁止酷刑公约》于1987年生效。中国自1988年批准公约至2015年，已提交了6次履约报告。

## 遠古時期
《尚書·虞書·皋陶謨》云：“無教逸欲有邦。兢兢業業，一日二日萬幾”者，有人（即是何人？ ）解釋說「一日」是將犯人縛在十字架上砍下四肢和頭顱，「二日」是把綁犯人於十字架上任其死去，「兢兢」（借為矜）是舉矛刺喉，業業（借為削）是割削犯人肌肉，「有邦」是炙饔，也就是火烤犯人而食之。
《尚書·呂刑》：“苗民弗用灵，制以刑，惟作五虐之刑曰法。杀戮无辜，爰始淫为劓、刵、椓、黥。”堯誅三苗，廢“五虐”，改用“象刑”，是給犯罪者穿上不同的衣服，以示懲罰。
《国语·鲁语·下》记载：“防风氏后至，禹杀而戮之”，指是防風氏部落酋长因开会迟到，被禹处死并碎尸。
夏朝已设置有监狱，《竹书记年》载:“夏帝芬三十六年作圜土”，夏帝芬是少康的孙子。圜土是指监牢，在地下挖成的圆形土牢，或在地上围起圆形土墙，用來监禁罪犯，防止逃跑。据《风俗通义》载:“夏日夏台…架拘汤是也。”《竹书纪年·帝癸》载:“二十二年商侯履来期，命囚履终夏台。”
《左传·昭公六年》：“ 夏有乱政而作《禹刑》， 商有乱政而作《汤刑》，周有乱政而作《九刑》。三辟之兴，皆叔世也。”。
禹刑规定了五种刑罚，共三千条，具体内容已无法考证。根据东汉郑玄说：“夏刑，大辟二百，膑辟三百，宫辟五百，劓、墨各千”。《汉书·刑法志》：“禹承尧舜之后，自以德衰，而制肉刑”。《隋书·经籍志》记载：“夏后氏正刑有五，科条三千”。
《竹书纪年》说：“祖甲二十四年，重作汤刑”。
《吕氏春秋·恃君览·行论篇》记载：“昔者纣为无道，杀梅伯而醢之。”
《左传·昭公》載：“周有乱政，而作《九刑》。”九刑基本沿袭商朝的五刑制度（墨、劓、剕、宫、大辟共五刑），又增加了赎、鞭、扑、流等四种刑罚，称以上的九种刑罚为为西周的九刑。
《尚书·吕刑》有“墨辟疑赦”之語，孔安國云：“刻其颡而涅之曰墨刑。”意思是用刀刻人的皮肤，然后在刻痕上涂墨。
《周礼·秋官》載：司刑之职“掌五刑之法，以丽万民之罪，墨罪五百，劓罪五百，宫罪五百，刖罪五百，杀罪五百。”
《周礼·司刑》一节中有“墨罪五百”之語，郑玄注：“墨，黥也，先刻其面，以墨窒之。言刻额为疮，以墨窒疮孔，令变色也。”
《国语·鲁语》说：“小刑用钻凿，次刑用刀锯。”

## 秦朝
《漢書‧刑法志》有載：“秦用商鞅連相坐之法，造參夷之誅，增加肉刑大辟，有鑿顛、抽脅、鑊烹之刑。至於秦始皇兼吞戰國，遂毀先王之法，滅禮誼之官，專任刑罰，躬操文墨，晝斷獄，自程決事，日縣石之一，而姦邪並生，赭衣塞路，囹圄成市，天下愁怨，潰而叛之”。
秦二世二年（前208年）七月，丞相李斯被“具五刑”， 处死于咸阳，并诛灭其三族。

## 漢朝
前167年，漢文帝下詔廢除肉刑，規定將當受黥面之刑者「髡鉗為城旦舂」。

## 唐朝
貞觀年間，代州都督劉蘭謀反，被腰斬。
武則天時期，來俊臣手下養了幾百個流氓，專門告密，後官至左台御史中丞。他和羽黨朱南山等撰《羅織經》。他發明了不少枷，由最重至最輕都各有名號，包括：「求破家」、「求即死」、「死豬愁」、「反是實」、「實同反」、「失魂膽」、「著即承」、「突地吼」、「喘不來」、「定百脈」合共十個，從名字來看，它們都會令受刑者極為痛苦，而來俊臣就是經常以枷來對付政敵、反對他的朝臣和得到「證供」。

## 宋朝
紹興十一年農曆十二月廿九（1142年1月27日）除夕之夜，宰相秦檜誣陷抗金將領岳飛謀反，將其下獄，用盡酷刑。死在風波亭（今浙江省杭縣）。

## 明朝
明代酷刑有數十種。有族誅、凌遲、極刑、梟令、斷手、刖足、去膝蓋、閹割、剝指、剁趾、抽腸、刷洗（沃以沸湯，以鐵刷刷去皮肉）、墨面、錫蛇遊、鏟頭會等等。
洪武十三年（1380年），中書省左丞相胡惟庸以「擅權枉法」「圖謀不軌」被誅，屠滅三族。洪武二十三年（1390年），李善長家裡修房子，和湯和借兵三百人。湯和立刻密報了朱元璋。親信丁斌犯法，被處流放，李善長上書為丁斌求情，朱元璋將丁斌下獄，日夜拷打，供出善長的侄子李存義曾暗通胡惟庸。李存義、李佑父子最後承認是奉了李善長的指使。賜李善長自盡，妻子送入妓院，每天接客兩名。家屬七十余人，盡行處斬。李善長的長子李祺因娶臨安公主的緣故，得以免死，流徙江浦。不久，朱元璋又策劃陸仲亨的家奴告發吉安侯陸仲亨、延安侯唐勝宗、平涼侯費聚、南雄侯趙庸、江南侯陸聚、宜春侯黃彬、豫章侯胡美、滎陽侯鄭遇春等，一併押赴刑場處斬。
洪武二十六年（1393年），凉国公藍玉被處死，屠滅三族。牽連被殺一萬五千多人。史稱「藍玉案」。洪武二十六年（1393年）九月初十日，朱元璋已誅十餘萬人，发布《赦蓝党胡党诏》，称：“迩者朝臣其无忠义者李善长等，阴与构祸，事觉，人各伏诛。今年蓝贼为乱，谋泄擒拿，族诛已万五千人矣。馀未尽者，已榜赦之。犹虑奸顽无知，尚生疑惑，日不自宁。今特大诰天下，除已犯已拿在官者不赦外，其已犯未拿及未犯者，亦不分蓝党、胡党，一概赦宥之。” 
洪武三十一年（1398年），“學文坐胡藍黨禍，連萬三（沈万三）曾孫德全六人，並顧氏一門同日凌遲”。
崇禎三年（1630年），抗清將領袁崇煥以「通虜謀叛」、「擅主和議」、「專戮大帥」的罪名磔死（凌遲）於北京甘石橋。刑前崇煥遺言：「一生事業總成空，半世功名在夢中。死後不愁無勇將，忠魂依舊守遼東。」慷慨赴死。崇煥伏刑之慘情，令人毛骨悚然，當時北京百姓都誤信袁通敵，恨之入骨，「劊子手割一塊肉，百姓付錢，取之生食。頃間肉已沽清。再開膛出五臟，截寸而沽。百姓買得，和燒酒生吞，血流齒頰」。皮骨已盡，「心肺之間，叫聲不絕，半日而止。」。崇煥死後，佘氏義僕為其收斂骸骨，葬於北京廣渠門內廣東義園，並從此世代為袁守墓。
崇禎十二年（1639年）東林黨人鄭鄤以「杖母、姦妹」罪被磔死（凌遲）。

## 清朝

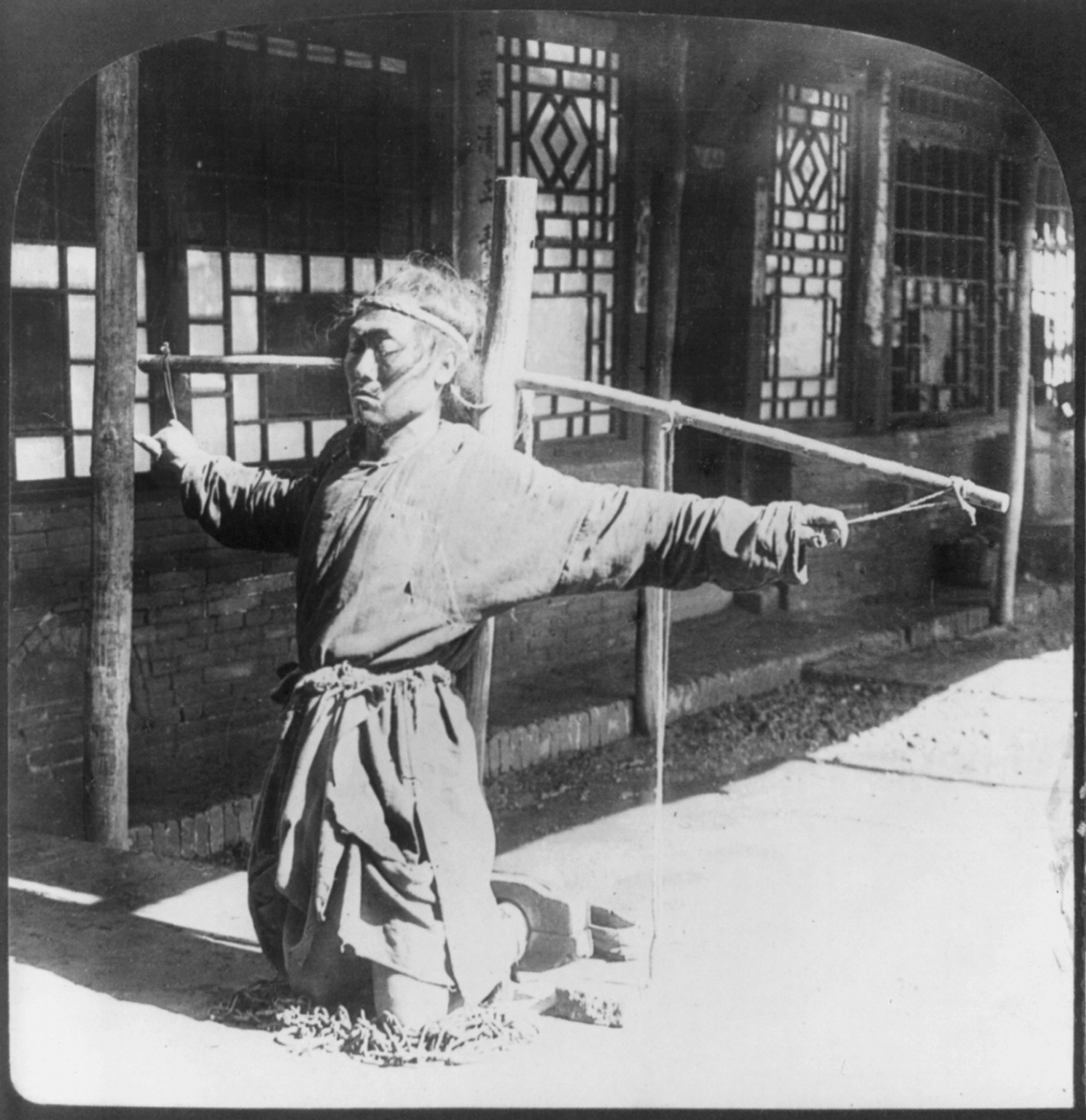
清朝的酷刑之一

傳說中雍正十二年三月十二日河南學政俞鴻圖被判處腰斬，是中國最後一位處以腰斬的政府官員，監斬人是鄒士恆。俞鴻圖用手指蘸上身上的血在地上連續寫了七個「慘」字，才慢慢痛苦地死去。事後鄒士恆將此情景上奏，雍正帝亦惻然不忍，宣布廢除腰斬刑。唯此事在正史無佐證。
同治二年（1863年）太平天國將領石達開與部屬曾仕和、黃再忠、韋普成被押解到成都，6月25日在成都科甲巷被凌遲處死，“石王与曾仕和对缚于十字桩上。行刑人分持利刃，先剜额头皮，上掩双目，次剜双腕”，過程中，曾仕和不堪痛楚，大叫，石達開制止他說：「何遂不能忍此須臾？當念我輩得彼，亦巳如此，可耳。」曾遂切唇无声。“凡百余刀，剜全体殆遍。初流血，嗣仅淡血，最后仅滴黄水。刑终，气早绝矣”；至於石达开本人“自就绑至刑场，均神气湛然，无一毫畏缩态。且系以凌迟极刑处死，至死亦均默然无声，真奇男子也。”
光緒三十三年（1907年）五月二十六日，徐錫麟借巡警學堂畢業典禮之際起義，槍殺恩銘，與清軍激戰四小時，終因孤軍無援、寡不敵眾而被捕，受審時慷慨陳詞「蓄志排滿已十餘年矣，今日始達目的」。翌日晨，慘遭剖腹挖心酷刑，心肝被士兵所吃，當時稱「吃烈士」。